# Arnošt Kubeša
Arnošt Kubeša (26. ledna 1905 Vidče – 15. prosince 1993 Valašské Meziříčí) byl známý valašský národopisec a sběratel lidových písní, civilním povoláním učitel.
K zájmu o lidové písně jej přivedl jeho učitel a pozdější kolega Jan Nepomuk Polášek. Byl činný literárně, působil v redakci sborníku Naše Valašsko, přispíval do řady časopisů a odborných publikací. Byl členem Národopisné společnosti při Čsl. akademii věd, účastnil se národopisných aktivit, zakládal Valašské krůžky. Pracoval jako vědecký pracovník Krajského muzea v tehdejším Gottwaldově, později jako správce a následně ředitel muzea v Rožnově pod Radhoštěm.
Coby významná regionální osobnost je pohřben na rožnovském Valašském Slavíně.

## Výběr z díla
- Valašské pěsničky (spolu s J. N. Poláškem). Knihovna Milotického hospodáře, 1939. Další díly vyšly v letech 1940, 1941, 1944, 1946, 1956, 1958
- Valašské pěsničky: Písně robotní. Středisko kulturních služeb Zlín, 1989
- Valašské pěsničky: Písně zbojnické. Okresní úřad Vsetín, Okresní vlastivědné muzeum Vsetín
- Zbojnictví na Valašsku